# گزنارخوس

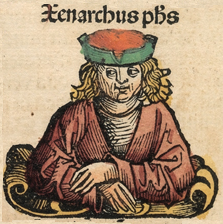

گزنارخوس فیلسوف یونانی اهل سلوکیهٴ کیلیکیه بود که در عهد اوگوستوس و استرابون در اسکندریه، آتن و روم برآمد.
او رساله‌ای بر ضد عنصر پنجم (اثیر) نوشت که در آن برخی اصول اساسی نجوم مشایی را مورد حمله قرار داد:«حرکت طبیعی اجرام سماوی مطلقاً مدور، هم‌شکل و متحدالمرکز نیست.»